# Гаптар Максим Лукич
Гаптар Максим Лукич (нар. 21 січня 1919 р. — †2 вересня 1988 р.) — український радянський поет. Член Спілки письменників України.

## Біографічні відомості
Гаптар Максим Лукич народився 21 січня 1919 р. у селі Орловець Городищенського району Черкаської області. Там же і помер 2 вересня 1988 року.
У нього бував Василь Симоненко. Він казав, що «такої води нап'єшся – відразу віршами заговориш», навідуючи в селі Максима Гаптара.

## Творчість
Автор збірок поезій «Світло» (1972), «Неспокій» (1977), «На ясен день» та інші.
Остання збірка «Осінні птахи» (1988) вийшла у Києві, у видавництві «Радянський письменник». В. Москаленко пише, що «у книжці підсумовуються усі попередні творчі шукання людини з багатим життєвим досвідом. На прикладі цього поета ще раз переконуєшся в тому, що творчість — це безперервний рух, щоденний, щохвилинний труд почуттів на безкраїй життєвій ниві. Якщо уявити графічну лінію, по якій ішов розвиток поетичної індивідуальності М. Гаптаря, то це була б різко окреслена парабола, яка засвідчила б його жагу до всебічного й глибокого проникнення у саме єство людського буття. Поет висловлює свої думки здебільшого через зображення деталей, неначе виписує образи тонкими мазками. Це в основному властиво і для його попередніх книжок. Але якщо, скажімо, у збірці „На ясен день“ у роздумах про щастя жити й працювати на рідній землі, кохати, милуватися природою, переважали оптимістичні почуття, то в останній книжці акценти зміщено в бік елегійності».
| Вже з осінню зжилась душа — І знов «курли» у сивім небі. Та не жену я сум від себе, бо часом навіть сум втіша... («Осінь») |
Віталій Москаленко також зазначив, що значну частину поезій «просто хочеться проспівати, так добре вони організовані у ритмо-мелодійному плані».
Серед недоліків він називає певну «мовно-стилістична одноманітність», «надмірне використання одних і тих же метафор».

## Видання
1. ↑   Неспокій: вірші / Максим Лукич Гаптар. — К. : Рад. письменник, 1977. — 80 c.
2. ↑  Осінні птахи: поезії / Максим Лукич Гаптар. — К. : Рад. письменник, 1988. — 75 c.